# 메추리장구애비
메추리장구애비(학명: Nepa hoffmanni)는 노린재목 장구애비과에 속한 곤충이다.

## 생김새
몸길이는 20mm 정도이며 암컷과 수컷의 몸길이 차이가 있다. 그리고 앞다리 중 넓적다리마디가 비대하며 매우 짧은 호흡관이 한 쌍 있다는 것이 특징이다. 짧은 호흡관은 대부분의 수서노린재목들과 동일하게 수분이 충분하면 하나로 합쳐져있다가 수분이 부족하거나 죽는 경우에는 두 갈래로 펴진다.

## 서식
습지, 연못, 저수지, 유속이 느린 하천같은 유속이 정체되거나 느린 물가에서 서식한다.
서식지는 국지적이 아닌 전국적이다.